# Teatro Metropol

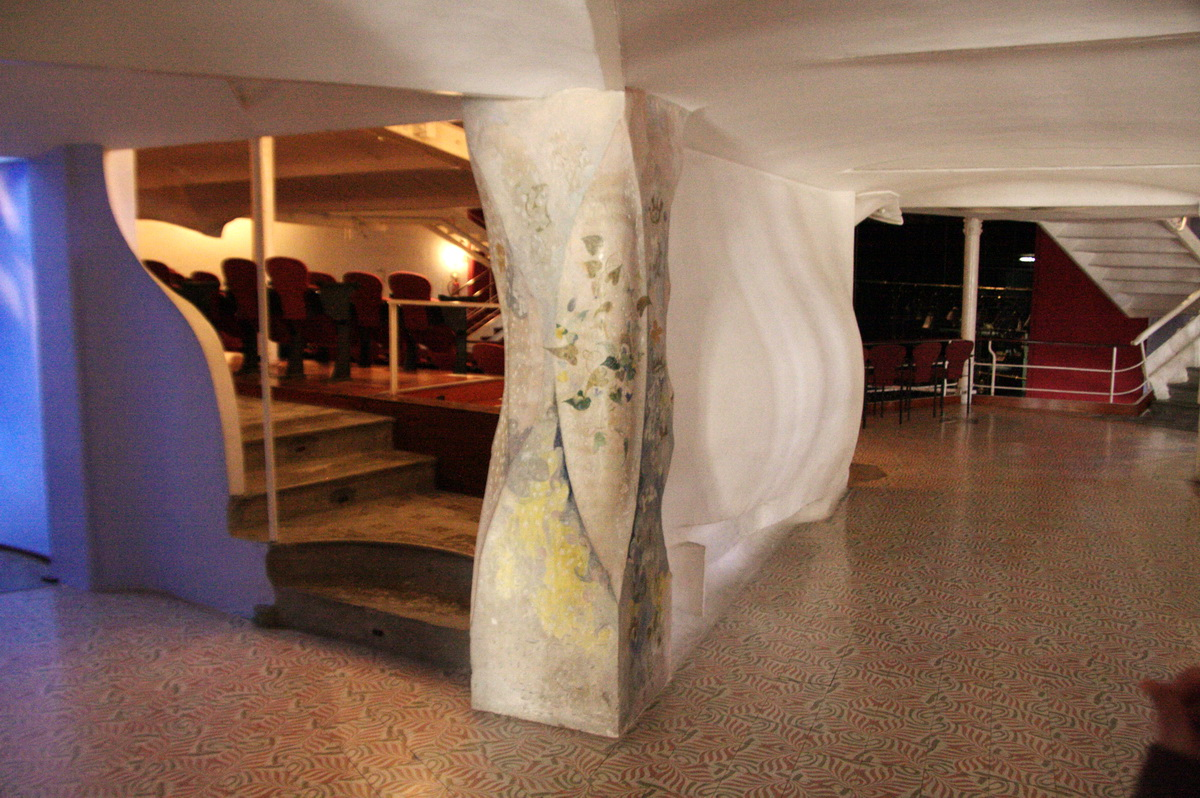
Detalles decorativos del interior del Teatro Metropol.

El teatro Metropol es la principal sala de teatro cubierta de la ciudad de Tarragona (España) en la actualidad, ubicado en el número 46 de la Rambla Nova.
Se trata de una obra modernista de 1908, del arquitecto Josep Maria Jujol: obra de juventud con claras influencias de Gaudí, con quien Jujol apenas había colaborado en la casa Batlló. Jujol configura la sala como "un barco que conducía a los espectadores hacia el mar de la salvación". Limitado por un espacio que no le daba libertad arquitectónica, Jujol se concentró en los detalles decorativos que giran en torno a la idea de la nave.
En la guerra civil, una bomba cayó sobre la galería acristalada que da al patio interior y fue reconstruida de forma diferente. Años después, sufrió unas modificaciones cuando se convirtió en una sala de cine. Las modificaciones supusieron abrir una entrada por la Rambla Nova. A finales de la década de 1980, el Metropol se clausuró, debido a las deficientes condiciones de seguridad. En 1991 fue adquirido por el Ayuntamiento y se inició un proceso de cuidada rehabilitación, dirigida por el arquitecto Josep Llinàs. Según él, "se ha construido un nuevo teatro respetando la magia original que Jujol supo imprimir a la estructura, pero adaptándola a los tiempos actuales, en que la gente pide comodidades". La obra de restauración fue galardonada con el Premio de Fomento de las Artes y el Diseño en 1996.
El teatro, con capacidad para 525 espectadores, ocupa una superficie de 3.000 metros cuadrados. La caja escénica, mejorada y ampliada, tiene una boca de 7,80 m, una altura de 6 m y un fondo que alcanza los 8,95 m. Inaugurado el 10 de marzo de 1995, actualmente alberga la programación de espectáculos profesionales, amateurs, infantiles, escolares, de música clásica y otros.